# Vadakstis (přítok Venty)

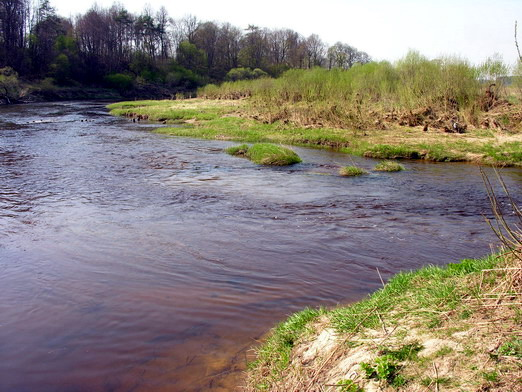
Soutok Vadakstisu (nahoře) s Ventou

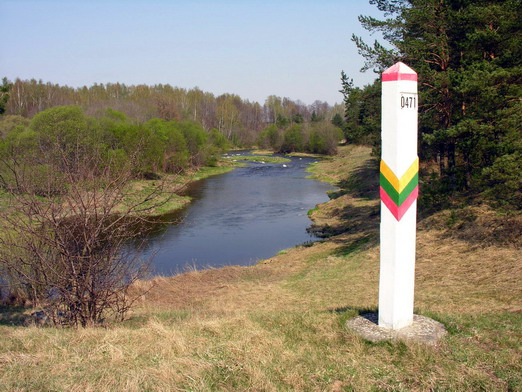
Pohraniční sloup Litvy na levém břehu Vadakstisu

Vadakstis (lotyšsky Vadakste, žemaitsky Vadakstė) je řeka na jihu Lotyšska, pramení u okresního města Auce v Lotyšsku. Délka toku je 82,2 km, z nichž přes 55 km tvoří státní hranici Litvy s Lotyšskem. Řeka ústí na státní hranici Litvy s Lotyšskem zprava do řeky Venty 184,2 km od jejího ústí, u „hradiště“ Griežė, 2 km na západ od Leckavy.

## Průběh toku
Řeka teče zpočátku na jihozápad, od mostu cesty Vītiņi – Naujoji Akmenė začíná tvořit první krátký úsek hranice Litvy s Lotyšskem mezi 62,4 a 59,7 říčním kilometrem (u obce Vegeriai), kde se také stáčí ostře na západ a vrací se na území Lotyšska. Po soutoku s řekou Avīkne u obce Putras se stáčí více na jih (dvakrát ji překlenuje cesta Putras – Bileiķi – Priedula), od soutoku s řekou Miežupis (jehož část do tohoto soutoku tvořila státní hranici) – to je od 52 říčního km až do soutoku s Ventou, tvoří druhý – delší – úsek hranice Litvy s Lotyšskem, přičemž teče směrem západním. Dále (za soutokem s Miežupisem) protéká mezi blízkými obcemi Klykoliai na straně litevské a Priedula (v její blízkosti je klášter) na straně lotyšské, kde ji překlenuje most cesty, spojující obě vsi. Dále protéká rybníkem, který se lotyšsky jmenuje Vadakstes ūdenskrātuve a litevsky Klykolių tvenkinys, jehož hráz je u lotyšského městysu Vadakste a jeho plocha je 98 ha, vznikl v roce 1981. Dále u vsi Kesiai se vlévá řeka Agluona, míjí vísky Jāņmuiža a Bajāri na lotyšské straně a ves Jučiai na straně litevské. Dále přes ni vede železniční trať Mažeikiai – Laižuva – // – Auce – Jelgava (- Rīga), dříve také zvaná Mítavská trať (litevsky: Mintaujos geležinkelis, lotyšsky Rīgas-Jelgavas-Mažeiķu (Mītavas) dzelzceļa līnija, rusky Митавская железная дорога) – (podle staršího názvu Jelgavy – Mītava). U vsi Griežė byly ve 20. století provozovány dva přívozy přes řeky Venta a Vadakstis.

## Přítoky
- Levé:

| Hydrologické pořadí | Řeka       | Délka (km) | Povodí (km²) | Vzdálenost od ústí (km) | Ústí kde | Koordináty ústí                  |
| ------------------- | ---------- | ---------- | ------------ | ----------------------- | -------- | -------------------------------- |
| 30011173            | Miežupis   | 9,5        | 46,0         | 51,0                    |          |                                  |
| 30011178            | Dubulis    | 2,2        | 2,7          | 49,8                    |          |                                  |
| 30011181            | Agluona    | 23,4       | 188,0        | 36,6                    |          |                                  |
| 30011218            | Prūdupis   | 7,0        | 8,4          | 32,6                    |          |                                  |
| 30011223            | Kliaupis   | 7,3        | 10,6         | 28,9                    |          |                                  |
| 30011229            | Kaukštupis | 7,8        | 17,6         | 14,7                    | Knabikai | 56°24′14″ s. š., 22°23′46″ v. d. |
| 30011236            | Ašva       | 32,2       | 158,2        | 3,3                     | Leckava  | 56°24′3″ s. š., 22°15′6″ v. d.   |
| 30011253            | Vaikštaris | 3,3        | 3,9          | 2,8                     | Leckava  |                                  |

(všechny v Litvě)
- Pravé:

| Hydrologické pořadí | Řeka                            | Délka (km)                                                                | Povodí (km²) | Vzdálenost od ústí (km) | Ústí kde | Koordináty ústí |
| ------------------- | ------------------------------- | ------------------------------------------------------------------------- | ------------ | ----------------------- | -------- | --------------- |
|                     | Līgotne                         |                                                                           |              |                         |          |                 |
| 30011171            | Avīkne                          | 24,0                                                                      | 83,6         | 56,6                    |          |                 |
| 30011172            | V – 14                          | 3,5                                                                       | 6,4          | 54,7                    |          |                 |
| 30011179            | V – 12                          | 9,8                                                                       | 24,3         | 41,0                    |          |                 |
| 30011219            | V – 10                          | 5,0                                                                       | 8,9          | 31,3                    |          |                 |
| 30011221            | V – 8                           | 3,0                                                                       | 2,0          | 30,4                    |          |                 |
| 30011222            | V – 6                           | 9,3                                                                       | 12,8         | 29,3                    |          |                 |
|                     | Benaišu strauts                 | (není jisté, zda není totožný s některým z předchozích bezejmenných toků) |              |                         |          |                 |
| 30011225            | Burbuļ strauts (jinak Burbulis) | 4,1                                                                       | 3,6          | 27,5                    |          |                 |
| 30011228            | Alkšņupe                        | 11,0                                                                      | 17,2         | 17,4                    |          |                 |
| 30011233            | Ezere                           | 53,0                                                                      | 388,2        | 12,6                    |          |                 |
| 30011234            | Suste                           | 20,0                                                                      | 36,2         | 12,2                    |          |                 |
| 30011235            | Rīku strauts                    | 3,6                                                                       | 6,0          | 6,6                     |          |                 |
| 30011254            | Pestīle                         | 10,0                                                                      | 17,6         | 0,6                     |          |                 |

(všechny v Lotyšsku)

## Obce při řece
- Vaicēni, Upmalas, Putras, Bileiķi, Vēji, Priedula, Sīļi, Vadakste, Ruba, Jāņmuiža, Bajāri, Reņģe, Rubas skola, Pukstaiši, Pekšas, Ezere, Oliņas, Auziņas, Andziņas, Grieze, Griezes Mācītājmuiža (Lotyšsko)
- Vegeriai, Suginčiai, Klykoliai, Kivyliai, Jučiai, Žiopeliai, Barystės, Pakliaupis, Laižuva, Lendriškiai, Auksūdys, Purpliai, Knabikai, Buknaičiai, Kabaldikai, Ferma, Leckava (u ní je "hradiště" Leckavos piliakalnis, (jinak také nazývané "Raganos kalnelis" (Kopeček čarodějnic) ), a také "hradiště" Griežės piliakalnis (Litva)

## Mosty
V pohraničí bylo přes řeku postaveno několik mostů. Jeden z nich byl u obce Ezere (postaven ještě za cara ). V roce 1944 ho Němci odstřelili. Rusové na jeho místě záhy postavili provizorní, dřevěný, který ale v roce 1946 odnesly plovoucí kry. V témže roce stavitel Jonas Lizdenis postavil náhradní dřevěný. Později, při stavbě silnice do Ezere byl na jiném místě postaven železobetonový most. Za války byly ještě u Knabiků a Buknaičiů postaveny dva provizorní mosty. Starý most byl v Laižuvě, po válce byl postaven nový.

## Gramatika
V litevštině je Vadakstis na rozdíl od češtiny rodu ženského, číslo jednotné. V češtině skloňujeme podle vzoru hrad.